# Campeonato Mundial de Ciclismo en Pista de 1965
El LXII Campeonato Mundial de Ciclismo en Pista se celebró en San Sebastián (España) entre el 6 y el 12 de septiembre de 1965 bajo la organización de la Unión Ciclista Internacional (UCI) y la Real Federación Española de Ciclismo.
Las competiciones se realizaron en el Velódromo de Anoeta de la ciudad vasca. En total se disputaron 9 pruebas, 7 masculinas (3 profesionales y 4 amateur) y 2 femeninas.

## Medallistas

### Masculino profesional
| Evento                 | Oro                        | Plata                      | Bronce                       |
| ---------------------- | -------------------------- | -------------------------- | ---------------------------- |
| Velocidad individual   | Giuseppe Beghetto · Italia | Patrick Sercu · Bélgica    | Ronald Baensch Australia     |
| Persecución individual | Leandro Faggin · Italia    | Ferdinand Bracke · Bélgica | Dieter Kemper RFA            |
| Medio fondo            | Guillermo Timoner España   | Romain De Loof · Bélgica   | Jacob Oudkerk · Países Bajos |

### Masculinoamateur
| Evento                  | Oro                                                                          | Plata                                                                              | Bronce                                                               |
| ----------------------- | ---------------------------------------------------------------------------- | ---------------------------------------------------------------------------------- | -------------------------------------------------------------------- |
| Velocidad individual    | Omar Pjakadze URSS                                                           | Giordano Turrini · Italia                                                          | Daniel Morelon Francia                                               |
| Persecución individual  | Tiemen Groen · Países Bajos                                                  | Stanislav Moskvin URSS                                                             | Preben Isaksson Dinamarca                                            |
| Persecución por equipos | URSS Stanislav Moskvin Serguei Tereshchenkov Mijail Koliushev Leonid Vukolov | Italia · Cipriano Chemello · Vincenzo Mantovani · Aroldo Spadoni · Luigi Roncaglia | Checoslovaquia Jiří Daler Milan Puzrla František Řezáč Miloš Jelínek |
| Medio fondo             | Miquel Mas Gayà España                                                       | Etienne Van der Vieren · Bélgica                                                   | Alain Maréchal Francia                                               |

### Femenino
| Evento                 | Oro                       | Plata                   | Bronce            |
| ---------------------- | ------------------------- | ----------------------- | ----------------- |
| Velocidad individual   | Valentina Savina URSS     | Galina Yermolayeva URSS | Karin Stüwe RDA   |
| Persecución individual | Yvonne Reynders · Bélgica | Hannelore Mattig RDA    | Aino Puronen URSS |

## Medallero
| Núm. | País           | Oro | Plata | Bronce | Total |
| ---- | -------------- | --- | ----- | ------ | ----- |
| 1    | URSS           | 3   | 2     | 1      | 6     |
| 2    | Italia         | 2   | 2     | 0      | 4     |
| 3    | España         | 2   | 0     | 0      | 2     |
| 4    | Bélgica        | 1   | 4     | 0      | 5     |
| 5    | Países Bajos   | 1   | 0     | 1      | 2     |
| 6    | RDA            | 0   | 1     | 1      | 2     |
| 7    | Francia        | 0   | 0     | 2      | 2     |
| 8    | Australia      | 0   | 0     | 1      | 1     |
| 8    | Checoslovaquia | 0   | 0     | 1      | 1     |
| 8    | Dinamarca      | 0   | 0     | 1      | 1     |
| 8    | RFA            | 0   | 0     | 1      | 1     |
|      | TOTAL          | 9   | 9     | 9      | 27    |